# Segagaga
Segagaga (яп. セガガガ Сэгагага) — японская ролевая игра (JRPG) для приставки Dreamcast, разработанная студией Hitmaker и выпущенная 29 марта 2001 года компанией Sega, одновременно с прекращением производства консоли. Выходила исключительно на территории Японии и только на японском языке.
По сути Segagaga представляет собой набор пародий на игры коммерчески неудачной приставки Dreamcast — управляемый игроком персонаж принимается на работу компанией Sega и должен остановить распространение зловещей конкурентной компании DOGMA, которая, в свою очередь, намеревается захватить весь консольный рынок.

## Игровой процесс
Несмотря на присутствие большого количества мини-игр и пародий на игры разных жанров, в целом Segagaga построена на классической ролевой системе, свойственной многим японским РПГ. Главной задачей игрока, управляющего компанией Sega, является подавление компании DOGMA, стремительно развивающейся на рынке игровых приставок. Само противостояние напоминает реальную конкурентную борьбу между Dreamcast и PlayStation 2. Первая часть игры проходит в студии Sega, где главный герой сражается с другими сотрудниками компании и поднимается по карьерной лестнице. В случае проигрыша разработка растягивается на один месяц.

## Сюжет
События игры разворачиваются в 2025 году, когда в прошлом могущественная корпорация Сега находится на грани разорения, занимая всего лишь 3 % японского игрового рынка. В токийском районе Ота, где компания некогда была основана, создан проект под кодовым названием Сегагага, призванный переломить ход конкурентной борьбы со злой компанией ДОГМА (пародия на Sony, главного противника Sega тех времён). В рамках проекта руководство нанимает на работу двух новых сотрудников, подростков Таро Сегу (главный герой игры, управляемый игроком) и Яёи Ханду — они должны вывести компанию в лидеры игровой индустрии. В сюжете в качестве камео присутствуют многие знаменитые персонажи компании, такие, например, как Алекс Кидд и Ёж Соник. Segagaga также отсылается к некоторым известным играм для первой и второй PlayStation, но параллели сильно завуалированы.

## Разработка и выход игры
Главным автором создающейся игры выступил геймдизайнер Тэдз Окано, причём, когда он впервые показал управляющим компании свои наработки, они не приняли его слова всерьёз, посчитав услышанное шуткой. Финансирование проекта началось только после того, как Окано лично обратился к тогдашнему президенту Sega Хисао Огути. Разработка велась секретно в течение двух лет, автор опасался, что в случае утечки информации проект может быть заморожен. На момент окончания работы над Segagaga компания находилась в затруднительном финансовом положении, и функционеры всё-таки пришли к решению выпустить этот скандальный продукт, поскольку он, по их мнению, при данных обстоятельствах никак не сможет подпортить репутацию издательства.
Изначально игра называлась Sega Sega, но такой заголовок сочли слишком навязчивым и решили переименовать в Segagaga. В ходе производства возникли некоторые проблемы с авторскими правами, в частности, по этой причине разработчикам пришлось удалить из игры персонажа Сегату Сансиро и упоминание торговой марки Ferrari. Бюджет игры был довольно скромным, как говорил сам Окано, он не составил и сотой части от бюджета Shenmue. Окано самостоятельно занимался продюсированием и продвижением Segagaga, потратив на маркетинг около двухсот долларов, причём бо́льшая часть этой суммы ушла на приобретение борцовской маски, которую он позже подарил фанатам Sega, пришедшим на все четыре автограф-сессии в Акихабаре.
Отдельно ограниченным тиражом издавалась коллекционная версия игры, к которой прилагалась футболка с логотипом Segagaga, значки с названиями различных сеговских консолей и дизайнерский органайзер.